# Forbidden Fields
Forbidden Fields ist ein, seit 2003 aktives, von Stijn van Cauter gegründetes Solo-Musikprojekt dessen Stil dem Post-Industrial-Subgenre Dark Ambient beziehungsweise dem Ambient zugerechnet wird.

## Geschichte

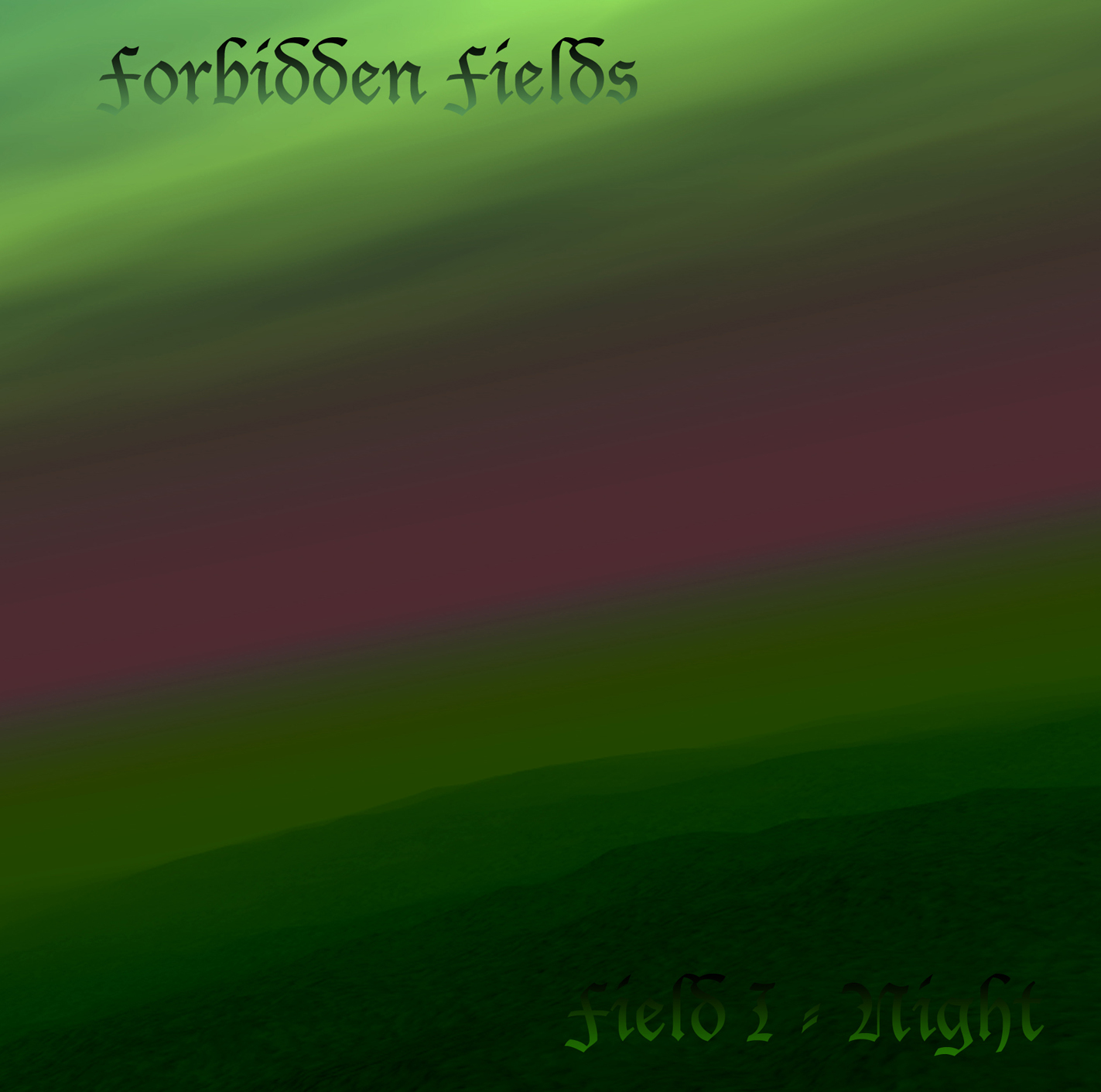
Cover des Albums Night

Stijn van Cauter initiierte Forbidden Fields als Soloprojekt. Es gilt als eines diverser Nebenprojekte zu van Cauters Hauptband Until Death Overtakes Me. Als Forbidden Fields erschienen die Studioalben Night 2003 und In the Trees … 2005 über van Cauters eigenes Label Nulll Records. Obwohl van Cauter eine Veröffentlichung im Jahr 2007 ankündigte, blieb diese vorerst aus. Im Jahr 2011 stellte van Cauter die Produktion weiterer Musik vorübergehend ein. Forbidden Fields reaktivierte er im Jahr 2020 mit dem Album New Voyages, das als Musikdownload, unter anderem via Bandcamp, veröffentlicht wurde.

## Stil
Die von Forbidden Fields gespielte Musik wird dem Dark Ambient und Ambient zugerechnet. Van Cauter beschreibt die Musik als Kombination aus Klangflächen und Sounddesign.

## Diskografie
- 2003: Night (Album, Nulll Records, NULLL 021)
- 2005: In the Trees … (Album, Nulll Records, NULL 030)
- 2020: New Voyages (Album, Void Overflow)
- 2023: Storm Watchers (Album, Void Overflow)